# Campeonato Brasileiro de Futebol Feminino Sub-20 de 2023
O Campeonato Brasileiro Feminino Sub-20 de 2023 foi a quinta edição desta competição futebolística de categoria de base da modalidade feminina organizada pela Confederação Brasileira de Futebol (CBF). O Internacional sagrou-se campeão pela terceira vez (e segunda consecutiva) ao derrotar o São Paulo em disputa de pênaltis, repetindo a final do ano anterior.

## Antecedentes
Em julho de 2019, a CBF anunciou a criação da primeira competição nacional de base feminina com o intuito de suprir uma lacuna da modalidade e atender as necessidades dos clubes brasileiros. Em 2021, a entidade anunciou uma reformulação nas faixas etárias das competições de base feminina para o ano seguinte, com o intuito de possibilitar a continuidade do processo de formação e desenvolvimento das jogadoras.

## Formato e participantes
Em 3 de março de 2023, a CBF divulgou o regulamento e a tabela detalhada do Brasileiro Sub-20. O torneio foi disputado em quatro fases: na primeira, os participantes foram divididos em quatro grupos, pelos quais disputaram confrontos de turno e returno contra os adversários do grupo oposto. Após dez rodadas, os dois melhores colocados de cada grupo se classificaram para as quartas de final. A partir desta fase, o torneio passou a ser disputado em jogos eliminatórios até a decisão. Os 20 participantes foram:
| Federação                                            | Participantes    | Participações | Títulos         |
| ---------------------------------------------------- | ---------------- | ------------- | --------------- |
| Alagoas                                              | UDA              | —             | —               |
| Ceará                                                | Fortaleza        | 3             | —               |
| Distrito Federal                                     | CRESSPOM         | 1             | —               |
| Distrito Federal                                     | Minas Brasília   | 4             | —               |
| Maranhão                                             | CEFAMA           | —             | —               |
| Minas Gerais                                         | América Mineiro  | 2             | —               |
| Minas Gerais                                         | Atlético Mineiro | 4             | —               |
| Pará                                                 | ESMAC            | 1             | —               |
| Paraíba                                              | Botafogo-PB      | 1             | —               |
| Paraná                                               | Coritiba         | 1             | —               |
| Rio de Janeiro \|style="text-align: left;"\|Botafogo | 3                | —             |                 |
| Rio de Janeiro \|style="text-align: left;"\|Botafogo | Flamengo         | 4             | —               |
| Rio de Janeiro \|style="text-align: left;"\|Botafogo | Fluminense       | 4             | 1 (2020)        |
| Rio Grande do Sul                                    | Grêmio           | 3             | —               |
| Rio Grande do Sul                                    | Internacional    | 4             | 2 (2019 e 2022) |
| Rio Grande do Sul                                    | Juventude        | 2             | —               |
| São Paulo                                            | Corinthians      | 4             | —               |
| São Paulo                                            | Ferroviária      | 4             | —               |
| São Paulo                                            | Santos           | 4             | —               |
| São Paulo                                            | São Paulo        | 4             | 1 (2021)        |

## Fases finais
Em itálico, os clubes mandantes (ou mandantes do jogo de volta, no caso das semifinais) e de melhor campanha. Em negrito, os classificados.
|  | Quartas de final | Quartas de final |               |               | Semifinais | Semifinais | Semifinais | Semifinais |  |  | Final | Final |  |
|  |                  |                  |               |               |            |            |            |            |  |  |       |       |  |
|  |                  |                  |               |               |            |            |            |            |  |  |       |       |  |
|  | Fluminense       | 7                |               |               |            |            |            |            |  |  |       |       |  |
|  | Fluminense       | 7                |               |               |            |            |            |            |  |  |       |       |  |
|  | CEFAMA           | 1                |               |               |            |            |            |            |  |  |       |       |  |
|  | CEFAMA           | 1                |               | Fluminense    | 0          | 3          | 3 (2)      |            |  |  |       |       |  |
|  |                  |                  |               | Fluminense    | 0          | 3          | 3 (2)      |            |  |  |       |       |  |
|  |                  |                  | Internacional | 3             | 0          | 3 (4)      |            |            |  |  |       |       |  |
|  | Ferroviária      | 2                | Internacional | 3             | 0          | 3 (4)      |            |            |  |  |       |       |  |
|  | Ferroviária      | 2                |               |               |            |            |            |            |  |  |       |       |  |
|  | Internacional    | 4                |               |               |            |            |            |            |  |  |       |       |  |
|  | Internacional    | 4                |               | Internacional | 1 (5)      |            |            |            |  |  |       |       |  |
|  |                  |                  |               |               |            |            |            |            |  |  |       |       |  |
|  |                  |                  | São Paulo     | 1 (3)         |            |            |            |            |  |  |       |       |  |
|  | Botafogo         | 3                | São Paulo     | 1 (3)         |            |            |            |            |  |  |       |       |  |
|  | Botafogo         | 3                |               |               |            |            |            |            |  |  |       |       |  |
|  | Fortaleza        | 1                |               |               |            |            |            |            |  |  |       |       |  |
|  | Fortaleza        | 1                |               | Botafogo      | 2          | 0          | 2          |            |  |  |       |       |  |
|  |                  |                  |               | Botafogo      | 2          | 0          | 2          |            |  |  |       |       |  |
|  |                  |                  | São Paulo     | 2             | 1          | 3          |            |            |  |  |       |       |  |
|  | São Paulo        | 3                | São Paulo     | 2             | 1          | 3          |            |            |  |  |       |       |  |
|  | São Paulo        | 3                |               |               |            |            |            |            |  |  |       |       |  |
|  | Grêmio           | 0                |               |               |            |            |            |            |  |  |       |       |  |
|  | Grêmio           | 0                |               |               |            |            |            |            |  |  |       |       |  |
|  |                  |                  |               |               |            |            |            |            |  |  |       |       |  |